# スミソニアン協会本部

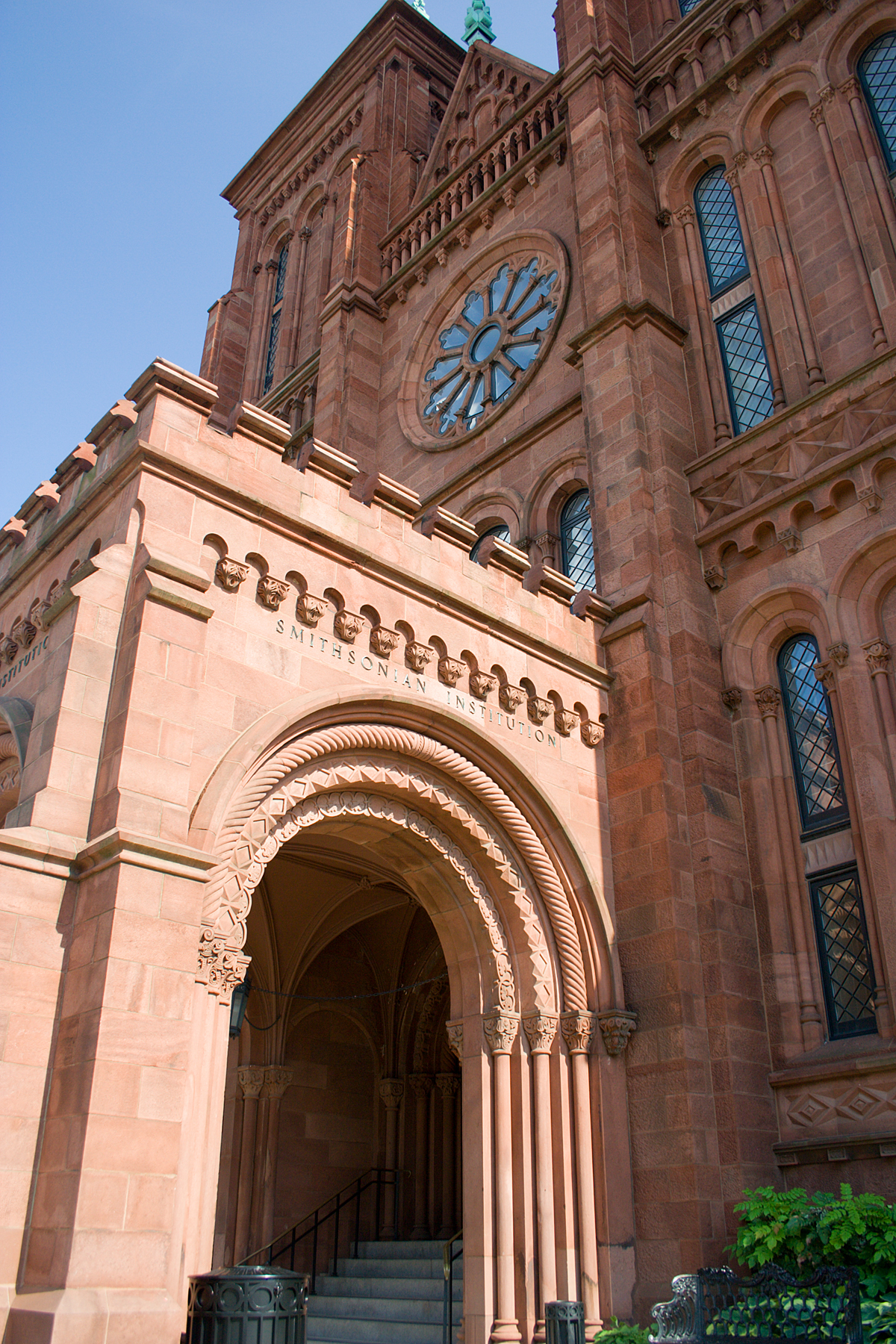
協会本部北入口

スミソニアン協会本部（スミソニアンきょうかいほんぶ、英語名Smithsonian Institution Building）は、アメリカ合衆国首都ワシントンD.C.の中心部にあるナショナル・モールに位置する、スミソニアン博物館群の管理局及びインフォメーションセンターである。建物は12世紀の後年のロマネスク様式と早年のゴシック様式を合わせたノルマン式の建築様式で建てられており、材質は赤い砂岩で構成されている。同建物は特に、「キャッスル」の愛称で親しまれている。

## 沿革
イギリスのノーザンバーランド公爵の息子で科学者でもあったスミッソン（James Smithson）が、1829年に莫大な財産を残して亡くなった。彼は亡くなる間際に全財産を「知識の普及と向上」のためにアメリカ合衆国に寄贈するように遺言した。彼がアメリカに遺産を寄贈した理由はよくわかっていない。
遺産に関する権利関係が整理された1846年に、スミッソンの遺産を元手にアメリカ合衆国のワシントン特別区にスミソニアン協会（Smithsonian Institution）が「知識の普及と向上」のために設立された。そしてこのスミソニアン協会の最初の理事長の人選が行われ、ファラデーらの推挙によりアメリカの物理学者ジョセフ・ヘンリーが理事長に選ばれた。
スミソニアン協会本部はスミソニアン博物館群の中で最初の建築物として創建された。完成したのは1855年で、築造はニューヨークにあるセント・パトリック大聖堂 (ニューヨーク)や、ワシントンD.C.にあるレンウィック・ギャラリーを建てたことでも知られる、ジェームズ・レンウィック・ジュニアの手によるものである。尚、これまでに幾度も修築が行われている。1865年1月24日に最初の火災の被害に遭っており、主要部上方の彫刻を焼いたほか、北側と南側の塔も損傷した。1884年には建物東翼に防災処置が施され、より多くの機能を収容できるよう拡張された。1968年から1969年にかけて改築が行われ、初期のヴィクトリア朝時代を思い起こさせる、当時の雰囲気を復元したようなデザインとなった。
同建築物はスミソニアン協会の最初の事務長であった、ジョセフ・ヘンリーとその家族の生家として扱われ、1858年から1960年代まで存在した展示場を含めて、長年スミソニアン協会の全面機能が収容されていた。1901年には、ワシントンD.C.で初めて子供専用の部屋が建物南塔の部屋に取り付けられた。この空間は、建物で最初に装飾された屋根を有し、壁の型版が1987年に復元されるなどした場所である。北側入り口付近内部には協会の後援者であったジェームズ・スミソンの地下聖堂があり、ナショナル・モール側に外へ出ると、アメリカ合衆国の彫刻家、ウィリアム・ウェトモア・ストーリーによって建築が履行された、ジョセフ・ヘンリーの銅像が立てられている。1996年に、スミソニアン協会創立150周年を記念して、教会鐘が新たに付け加えられた。当初レンウィックが建設を計画した際に教会鐘の追加を提案していたが、本部建物に鐘を取り付けるだけの資金が無かった。現在鐘は1時間おきに鳴るようになっている。

## ギャラリー

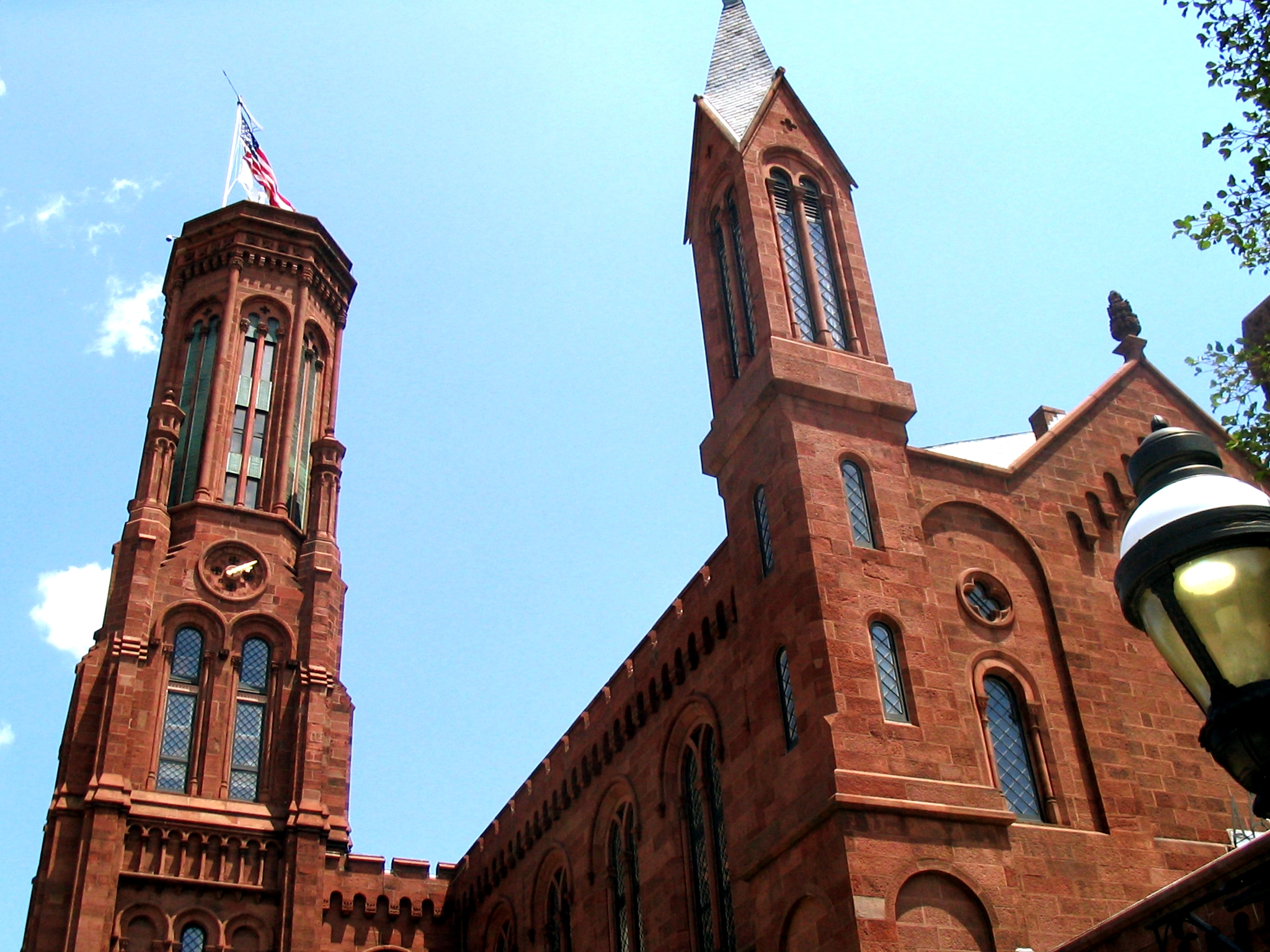
キャッスル上部の塔
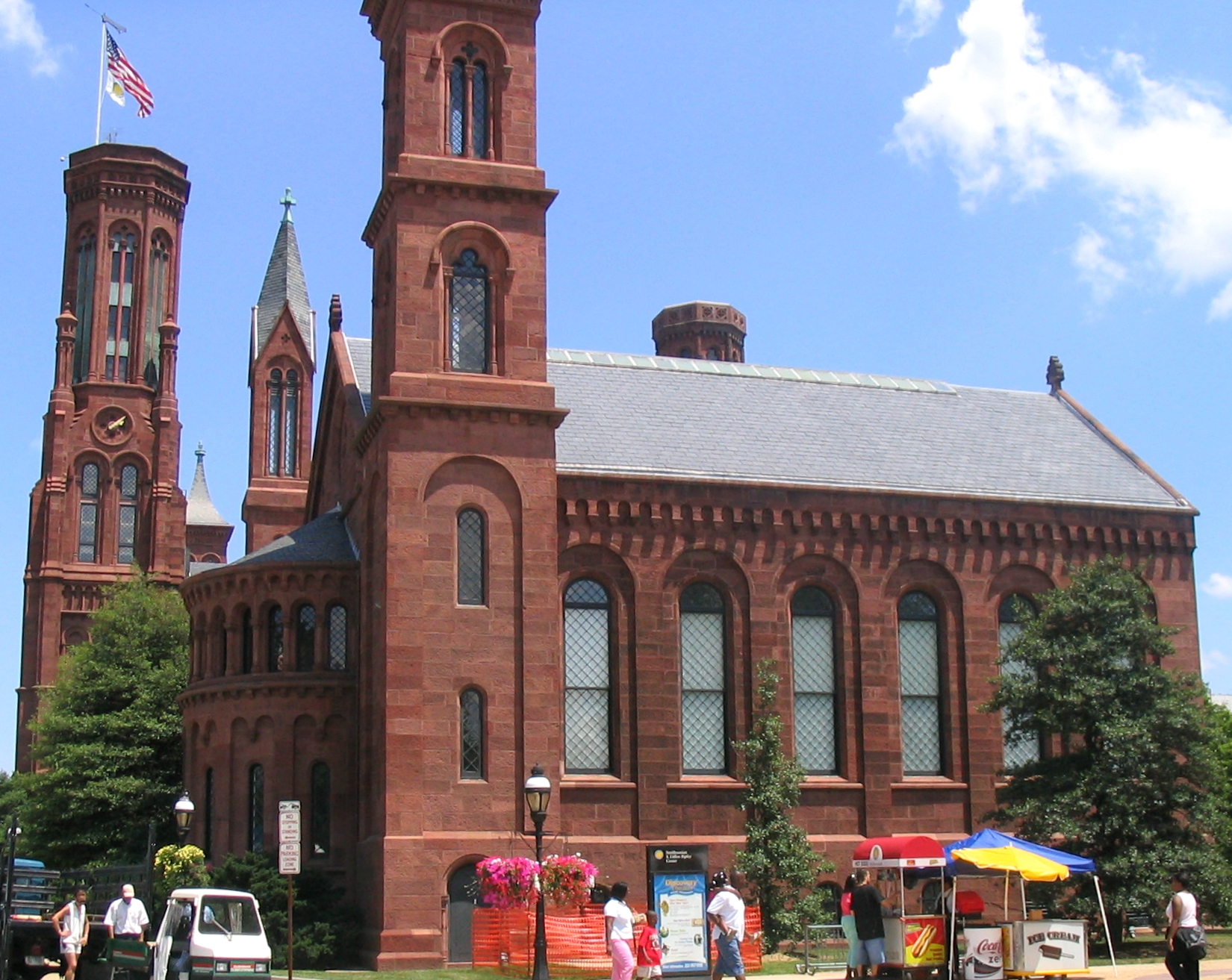
キャッスル側面
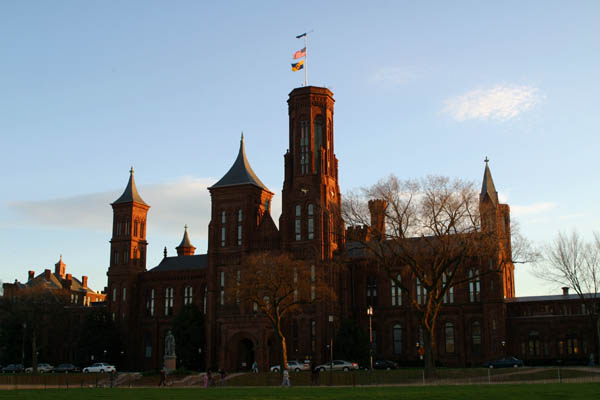
ナショナル・モールから見たキャッスル
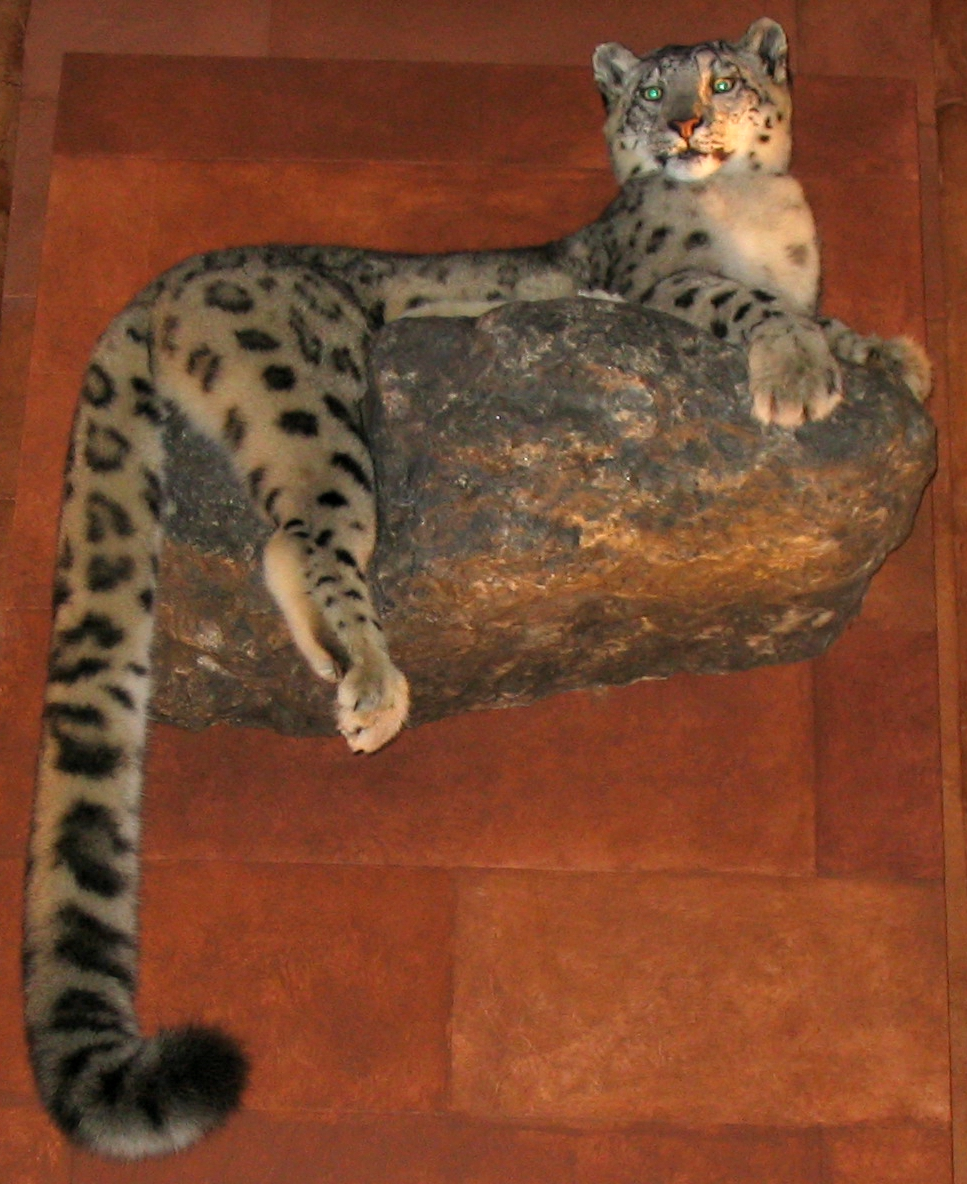
剥製のユキヒョウ。内部にて展示されている。
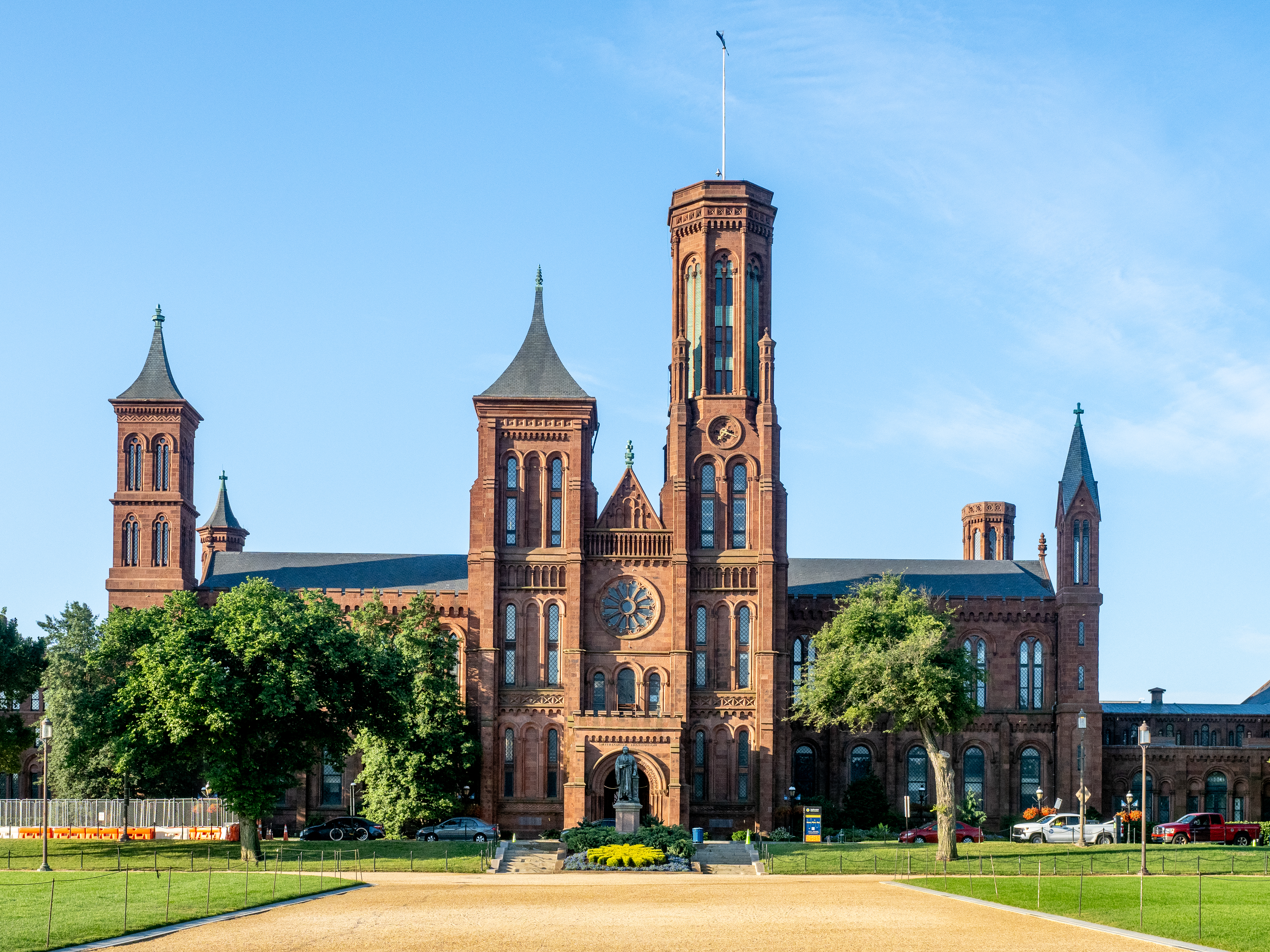
協会本部の正面